# Carlos Monterroso
Carlos Alfonso Monterroso Escobar (Ciudad de Guatemala; 28 de julio de 1948) es un exfutbolista guatemalteco que jugó de defensa.

## Trayectoria
Era apodado "el chino" ya que tenía los ojos rasgados y se formó en las filas del Aurora, club de su ciudad natal. Posteriormente, jugó con el Deportivo Cementos Novella, al lado de otros grandes jugadores como Selvin Pennant y Eduardo de León.
En 1973, después que el equipo desapareciera por el quitado de patrocinio de la empresa de cementos, pasó a formar parte del Municipal, donde hizo una dupla defensiva con el también apodado "el chino", Lijón de León. Retornó al Aurora en 1976, ganando la Copa Fraternidad.
Comunicaciones, el máximo rival de su exequipo Municipal, lo fichó a mediados de ese año, con el que ganó el trofeo liguero en la 1977-78. Dejó al club blanco finalizando el torneo, para estar con el Cobán Imperial junto a los argentinos Ramón Zanabria y José Emilio Mitrovich y retirarse en 1981.

## Selección nacional
Calificó con la selección de Guatemala a su segundo torneo olímpico, siendo en Montreal 1976, y tras perder ante Francia 4-1, empatar ante Israel 0-0 y México 1-1, sellaron su eliminación tempranera.

### Participaciones en Juegos Olímpicos
| Torneo                   | Sede     | Resultado     |
| ------------------------ | -------- | ------------- |
| Juegos Olímpicos de 1976 | Montreal | Primera ronda |

## Clubes
| Club             | País      | Año       |
| ---------------- | --------- | --------- |
| Aurora           | Guatemala | 1966-1969 |
| Cementos Novella | Guatemala | 1970-1973 |
| Municipal        | Guatemala | 1973-1975 |
| Aurora           | Guatemala | 1976      |
| Comunicaciones   | Guatemala | 1976-1978 |
| Cobán Imperial   | Guatemala | 1978-1981 |

## Palmarés

### Títulos nacionales
| Título                    | Equipo         | País      | Año     |
| ------------------------- | -------------- | --------- | ------- |
| Liga Nacional             | Aurora         | Guatemala | 1966    |
| Liga Nacional             | Aurora         | Guatemala | 1967-68 |
| Copa Nacional             | Aurora         | Guatemala | 1967-68 |
| Copa Campeón de Campeones | Aurora         | Guatemala | 1968    |
| Copa Nacional             | Aurora         | Guatemala | 1968-69 |
| Liga Nacional             | Municipal      | Guatemala | 1973    |
| Liga Nacional             | Municipal      | Guatemala | 1974    |
| Liga Nacional             | Comunicaciones | Guatemala | 1977-78 |

### Títulos internacionales
| Título                           | Equipo    | País      | Año  |
| -------------------------------- | --------- | --------- | ---- |
| Copa Fraternidad Centroamericana | Municipal | Guatemala | 1974 |
| Copa de Campeones de la Concacaf | Municipal | Guatemala | 1974 |
| Copa Fraternidad Centroamericana | Aurora    | Guatemala | 1976 |